# Фреді Монтеро
Фреді Монтеро (ісп. Fredy Montero, нар. 26 липня 1987, Кампо-де-ла-Крус) — колумбійський футболіст, нападник канадського клубу «Ванкувер Вайткепс».
Виступав, зокрема, за клуби «Депортіво Калі», «Сіетл Саундерз» та «Спортінг», а також національну збірну Колумбії.

## Клубна кар'єра
Народився 26 липня 1987 року в місті Кампо-де-ла-Крус. Вихованець футбольної школи клубу «Депортіво Калі», в якій він грав з 13 років. Свій дебют як професійного футболіста колумбієць здійснив у клубі «Академія» з Боготи. У 2006 році він був орендований клубом «Атлетіко Уїла», в якому він став найкращим бомбардиром чемпіонату Колумбії, забивши 13 м'ячів. Після закінчення терміну оренди він повернувся в «Депортіво Калі», незважаючи на інтерес з боку європейських клубів, за яке нарешті дебютував і знову став найкращим бомбардиром з 16 голами.
У січні 2011 року Фреді Монтеро був орендований американським клубом «Сіетл Саундерз». Перший матч він провів проти «Нью-Йорк Ред Буллз» і забив 2 м'ячі, потрапивши до символічної команди першого туру чемпіонату. Його м'яч у ворота «Реал Солт-Лейк» був визнаний найкращим голом тижня і він став найкращим гравцем місяця (березень 2009). Під час його виступів за американський клуб проявив інтерес до футболіста англійський «Фулгем». Монтеро відмовив, сказавши, що хоче продовжувати виступати за клуб з Сіетла. Коли термін оренди закінчився, він 1 грудня 2010 року був повністю викуплений американським клубом.

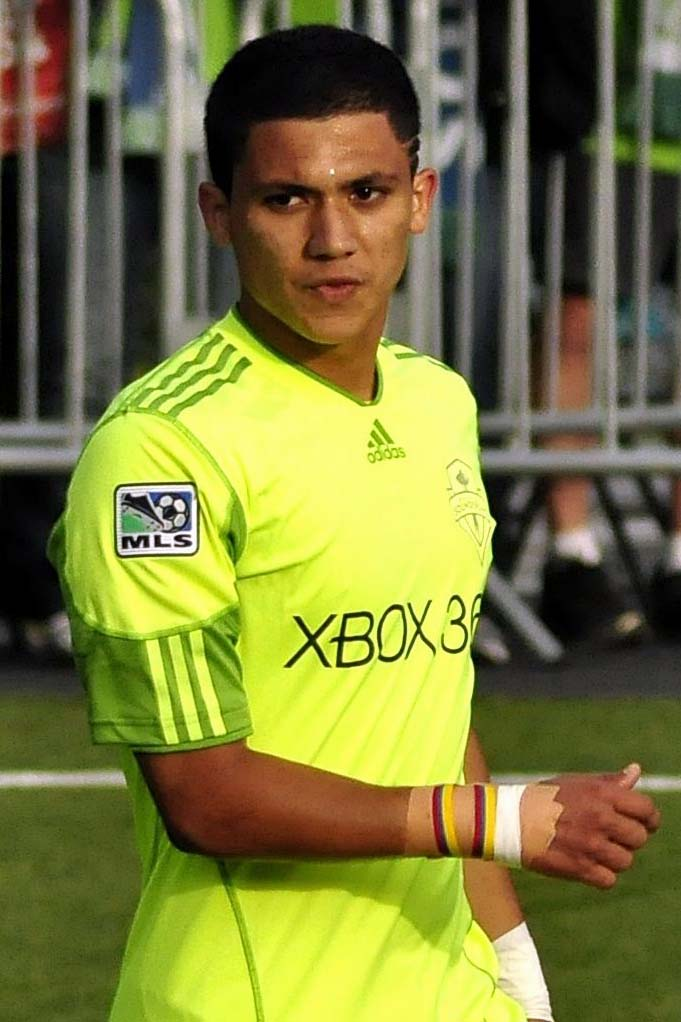
Фреді Монтеро у складі «Сіетл Саундерз». 2011 рік.

На самому початку сезону 2011 року колумбієць зламав зап'ястя і був змушений пропустити кілька ігор. До середини сезону він набрав форму і знову став виступати на своєму рівні. Після придбання аргентинського нападника Мауро Росалеса гра Монтеро стала ще краще. Він закінчив сезон, забивши 18 м'ячів у різних турнірах. У 2011 році його команда виграла Кубок США і Фреді Монтеро став найкращим гравцем турніру, забив 3 м'ячі у трьох фінальних іграх.
На початку 2013 року Монтеро повернувся в Колумбію, пішовши в оренду в клуб «Мільйонаріос». Одночасно з цим він продовжив контракт з «Саундерз».
Влітку 2013 року Фреді Монтеро все-таки перебрався до Європи. 22 липня він був орендований з правом викупу португальським «Спортінгом» з Лісабона. У першому ж матчі нападник забив 3 м'ячі у ворота футбольного клубу «Арока». 30 січня 2014 року Монтеро підписав з португальським клубом постійний контракт, розрахований на чотири з половиною роки.
На початку лютого 2016 року Монтеро за €5 млн перейшов в клуб китайської Суперліги «Тяньцзинь Теда».
У лютому 2017 року Монтеро повернувся в MLS, відправившись в оренду на сезон в канадський «Ванкувер Вайткепс». У першому ж матчі за Вайткепс", в матчі-відповіді чвертьфіналу Ліги чемпіонів КОНКАКАФ 2016/17 проти «Нью-Йорк Ред Буллз» 2 березня, він відзначився забитим голом.
У січні 2018 року лісабонський «Спортінг» оголосив про повернення Монтеро в свої ряди. Того ж року виграв з клубом Кубок португальської ліги. Станом на 11 травня 2018 року відіграв за лісабонський клуб 10 матчів в національному чемпіонаті.

## Виступи за збірну
9 травня 2007 року дебютував в офіційних матчах у складі національної збірної Колумбії у грі проти збірної Панами. Перший м'яч за збірну забив в неофіційному матчі проти збірної Каталонії 29 грудня 2008 року на «Камп Ноу». Останній його матч був проти Венесуели 12 серпня 2009 році. З тих пір він більше не отримував виклику в національну збірну країни.

## Титули і досягнення

### Командні
- Володар Відкритого кубка США (3):

«Сіетл Саундерз»: 2009, 2010, 2011
- Володар Кубка Португалії (1):

«Спортінг»: 2014–15
- Володар Суперкубка Португалії (1):

«Спортінг»: 2015
- Володар Кубка португальської ліги (2):

«Спортінг»: 2017–18, 2018–19
- Переможець Ліги чемпіонів КОНКАКАФ (1):

«Сіетл Саундерз»: 2022

### Особисті
- Найкращий бомбардир чемпіонату Колумбії: Апертура 2007, Фіналізасьйон 2008
- Найкращий гравець місяця чемпіонату Колумбії: березень 2009, липень 2010
- Нагорода MLS Newcomer of the Year: 2009[18]
- Найкращий гравець у віці до 24 років в MLS: 2010

## Особисте життя
Він старший з чотирьох дітей у сім'ї. У нього дві сестри і один брат. В квітні 2012 року він одружився зі своєю дівчиною Алексіс.
У 2010 році він був звинувачений в сексуальному насильстві, але всі звинувачення були зняті через відсутність достатньої кількості доказів. У 2011 році він пожертвував близько $29 000 жертвам сезону дощів в Колумбії.
З 2010 року має посвідку на постійне проживання в США